# Паоло Кане
Паоло Кане (італ. Paolo Canè; нар. 9 квітня 1965) — колишній італійський тенісист.
Найвищу одиночну позицію світового рейтингу — 26 місце досяг 14 серпня 1989, парну — 43 місце — 21 жовтня 1985 року.
Здобув 3 одиночні та 3 парні титули.
Найвищим досягненням на турнірах Великого шолома було 2 коло в одиночному розряді.
Завершив кар'єру 1997 року.

## Титули ATP за кар'єру

### Одиночний розряд (3–2)
| Результат | W/L | Дата | Турнір          | Покриття | Суперник               | Рахунок            |
| --------- | --- | ---- | --------------- | -------- | ---------------------- | ------------------ |
| Поразка   | 0–1 | 1986 | Болонья, Італія | Ґрунт    | Мартін Хайте           | 2–6, 6–4, 4–6      |
| Перемога  | 1–1 | 1986 | Бордо, Франція  | Ґрунт    | Кент Карлссон          | 6–4, 1–6, 7–5      |
| Перемога  | 2–1 | 1989 | Swedish Open    | Ґрунт    | Бруно Орешар           | 7–6(7–4), 7–6(7–5) |
| Поразка   | 2–2 | 1989 | Палермо, Італія | Ґрунт    | Гільєрмо Перес Рольдан | 1–6, 4–6           |
| Перемога  | 3–2 | 1991 | Болонья, Італія | Ґрунт    | Ян Гуннарссон          | 5–7, 6–3, 7–5      |

### Парний розряд (3–5)
| Результат | W/L | Дата | Турнір              | Покриття | Партнер         | Суперники                           | Рахунок       |
| --------- | --- | ---- | ------------------- | -------- | --------------- | ----------------------------------- | ------------- |
| Перемога  | 1–0 | 1985 | Болонья, Італія     | Ґрунт    | Сімоне Коломбо  | Хорді Арресе Альберто Тоус          | 7–5, 6–4      |
| Поразка   | 1–1 | 1985 | Кіцбюель, Австрія   | Ґрунт    | Клаудіо Панатта | Серхіо Касаль Еміліо Санчес Вікаріо | 3–6, 6–3, 2–6 |
| Перемога  | 2–1 | 1986 | Болонья, Італія     | Ґрунт    | Сімоне Коломбо  | Клаудіо Панатта Блейн Вілленборг    | 6–1, 6–2      |
| Перемога  | 3–1 | 1986 | Палермо, Італія     | Ґрунт    | Сімоне Коломбо  | Клаудіо Медзадрі Джанні Оклеппо     | 7–5, 6–3      |
| Поразка   | 3–2 | 1987 | Флоренція, Італія   | Ґрунт    | Джанні Оклеппо  | Вольфганг Попп Удо Ріглевскі        | 4–6, 3–6      |
| Поразка   | 3–3 | 1988 | Сен-Венсан, Італія  | Ґрунт    | Балаж Тароці    | Альберто Манчіні Крістіан Мініуссі  | 4–6, 7–5, 3–6 |
| Поразка   | 3–4 | 1989 | Мастерс Монте-Карло | Ґрунт    | Дієго Наргісо   | Томаш Шмід Марк Вудфорд             | 6–1, 4–6, 2–6 |
| Поразка   | 3–5 | 1990 | Estoril Open        | Ґрунт    | Омар Кампорезе  | Серхіо Касаль Еміліо Санчес Вікаріо | 5–7, 6–4, 5–7 |